# Jaroslav Konečný
Jaroslav Konečný, född den 17 januari 1945 i Měnín, Tjeckoslovakien, död 1 augusti 2017, var en tjeckoslovakisk handbollsspelare.
Han tog OS-silver i herrarnas turnering i samband med de olympiska handbollstävlingarna 1972 i München.